# Heterophotus
Heterophotus is een monotypisch geslacht van straalvinnige vissen uit de familie van Stomiidae. Het geslacht is voor het eerst wetenschappelijk beschreven in 1929 door Regan & Trewavas.

## Soort
- Heterophotus ophistoma Regan & Trewavas, 1929